# Гренічеру
Гренічеру (рум. Grăniceru) — село у повіті Констанца в Румунії. Адміністративно підпорядковане місту Негру-Воде.
Село розташоване на відстані 187 км на схід від Бухареста, 51 км на південний захід від Констанци.